# Stabkirche Garmo

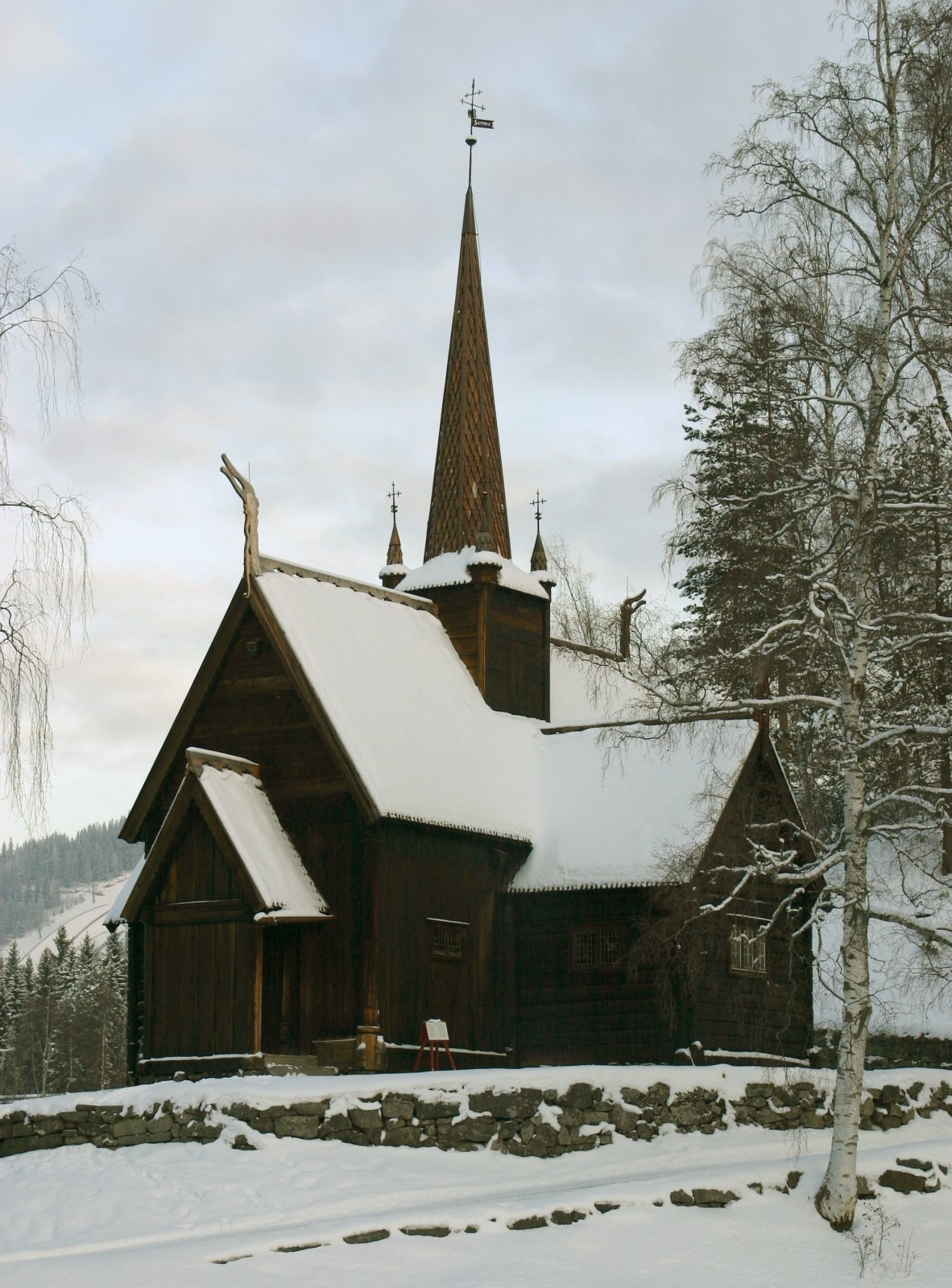
Stabkirche Garmo

Die Stabkirche Garmo ist eine Stabkirche, die ursprünglich in Garmo in der Kommune Lom in Innlandet (Norwegen) stand und in Maihaugen in Lillehammer wieder aufgebaut wurde.

## Das Gebäude
Die jetzige Kirche wurde wahrscheinlich um 1200 als Nachfolgebau einer früheren Kirche gebaut. Sie war ursprünglich eine einfache Kirche mit rechteckigem Schiff, einem schmalen Chor und wahrscheinlich einem Laubengang. Später wurde die Kirche verlängert und 1690 wurde der Glockenturm hinzugefügt. Sie wurde 1730 zu einer Kreuzkirche mit einem Querschiffanbau in Blockbauweise.

## Abriss und Wiederaufbau

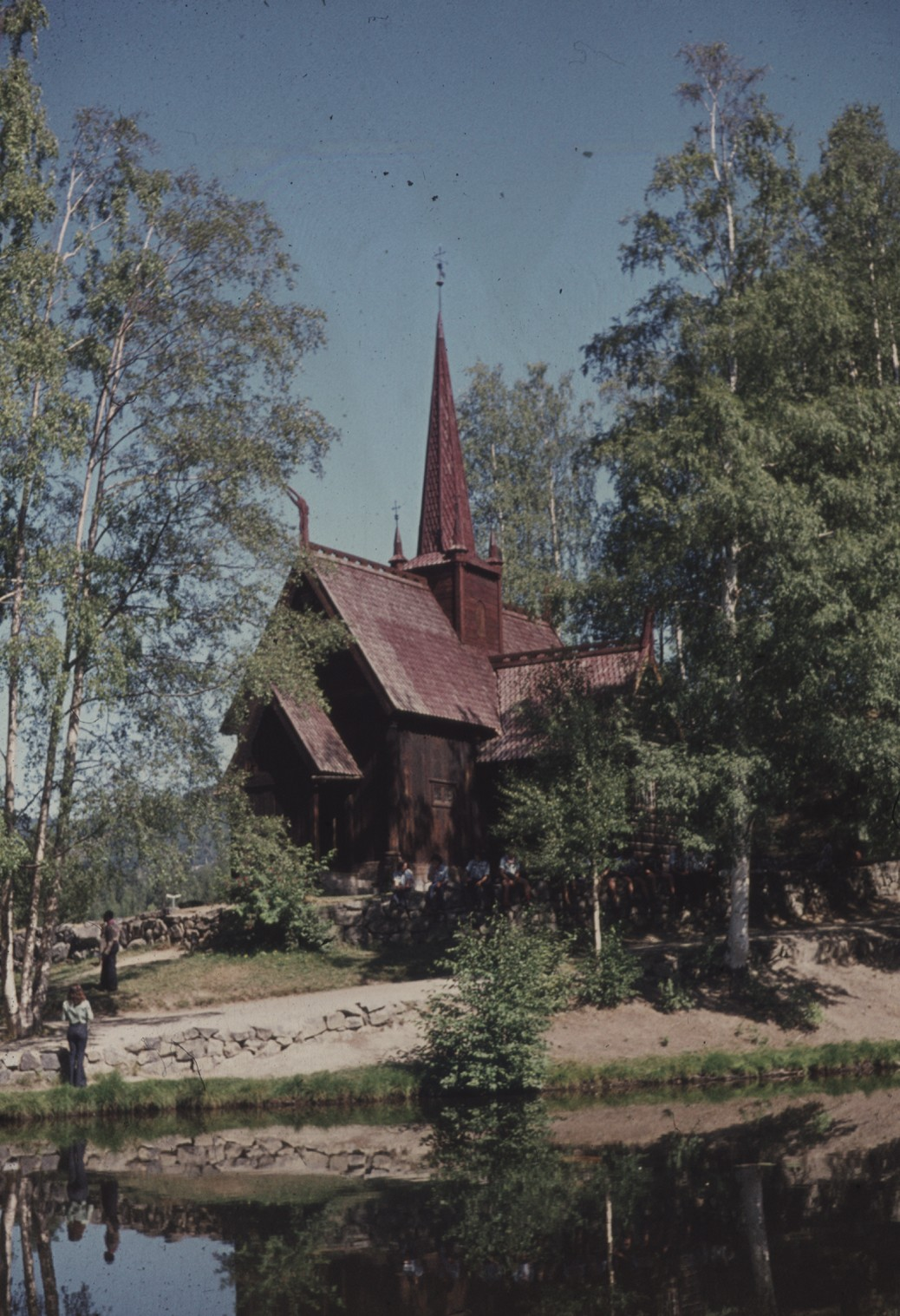
Stabkirche Garmo im Sommer

Die Kirche wurde im 19. Jahrhundert zu klein für die Gemeinde. Der Gemeindepfarrer plante den Bau einer neuen, größeren Kirche. Die alte Kirche wurde daher 1880 abgerissen und die Bausubstanz bei einer Auktion versteigert.
Trond Eklestuen, ein Aufkäufer und Sammler von alten Gegenständen des nördlichen Gudbrandsdal kaufte das meiste des Stabwerks bei dieser Auktion, während das Taufbecken und die Drachenköpfe in die Universitetets Oldsaksamling in Kristiania (Oslo) gebracht wurden. Später kam Trond Eklestuen in Kontakt mit dem Sammler Anders Sandvig und gemeinsam konnten sie die meisten Elemente der abgerissenen Kirche zusammentragen. Am 30. Juli 1921 wurde die Rekonstruktion der Stabkirche in Maihaugen bei Lillehammer eröffnet. Die neuen Teile sind gekennzeichnet, so dass man sie von der originalen Bausubstanz unterscheiden kann.

## Inventar
Vom originalen Inventar der Kirche ist heute das Taufbecken und ein Gemälde vorhanden. Die meisten Gemälde befinden sich im Glomdalsmuseet in Elverum. Die Drachenköpfe des Daches sind im Museum Oldsaksamlingen untergebracht. Die Altartafeln, die Kanzel und viele Gemälde sind in privatem Besitz in der Kommune Lom.
Das romanische Taufbecken aus Speckstein stammt aus dem 12. Jahrhundert und wurde im nördlichen Gudbrandsdal hergestellt. Der Holzdeckel stammt ebenfalls aus dem Mittelalter. In der vorreformatorischen Zeit wurde das Taufwasser nur einmal jährlich ausgetauscht und deshalb musste das Taufbecken mit einem Deckel verschlossen werden. Es gibt außerdem Spuren eines Verschlusses am Deckel, der den Diebstahl des Taufwassers verhindern sollte. (Dem Wasser wurden damals magische Kräfte zugeschrieben).
Die Kanzel stammt aus der Kirche Hustad in Fræna. Sie wurde von Peder Knudsen Kjørsvik ca. 1730 gefertigt.
Die Stabkirche Garmo wird auch heute noch als Kirche benutzt und ist besonders für Hochzeiten im Sommerhalbjahr sehr beliebt.